# Psychomachia

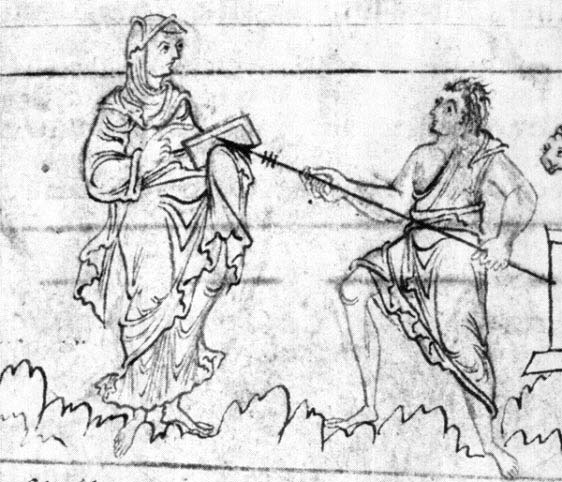
Ilustración de la Psychomachia: "Concordia contra Discordia".

La Psychomachia (Batalla por el alma del hombre), del poeta latino tardoantiguo Prudencio, es probablemente la primera y más influyente alegoría medieval "pura", la primera de una larga tradición de obras tan diversas como el Roman de la Rose, Everyman, y Pedro el Labrador. (Ver psicomaquia)

## Composición, género, fecha y estructura del poema
El poema fue compuesto probablemente después de 392 d. C. El epilio se divide en dos partes: la praefatio (« prefacio ») en 68 versos trímetros yámbicos y el poema propiamente dicho, de una extensión de 915 hexámetros, que describe siete combates entre las personificaciones de los vicios y las de las virtudes como una batalla al estilo de la Eneida de Virgilio, más la edificación del Templo del alma con que concluye la obra.
Fe batalla contra Paganismo e Idolatría, Castidad contra Lujuria, Paciencia contra Ira, Humildad y Esperanza contra Orgullo y Engaño, Templanza contra Libertinaje, Razón y Caridad contra Avaricia, y Unidad y Fe contra Discordia y Herejía. Los diversos vicios luchan contra las correspondientes virtudes y son derrotados siempre, pero también aparecen figuras bíblicas para ejemplificar las virtudes (por ejemplo, Job como ejemplo de paciencia).
Si bien hay siete vicios que luchan contra siete virtudes, estos no son todavía los siete pecados capitales canónicos, cuya formulación todavía no estaba asentada y, es más, ni siquiera eran siete, sino ocho, según la enumeración que de los mismos hizo San Cipriano de Cartago y repitió el monje Evagrio Póntico, ya contemporáneo de Prudencio; su reducción a siete se debe a un papa posterior, San Gregorio Magno; tampoco se trata de las cuatro virtudes cardinales, de las cuales sólo se muestra la Templanza; sí aparecen por el contrario las tres virtudes teologales: Fe, Esperanza y Caridad.

## Argumento
Los vicios y las virtudes son personajes alegóricos femeninos. Fe, confiada en sus propias fuerzas, se inicia en el combate sin armas y derrota a Paganismo con el ejemplo de San Mauricio y la Legión Tebana. Lujuria pone en peligro a Castidad con una antorcha recubierta de azufre, pero Castidad vence degollándola con una espada antes de celebrar la ejecución de Holofernes por Judith y la Inmaculada Concepción y la Encarnación. Lujuria está sumergida en un lodazal mientras que Castidad limpia su espada manchada en las aguas del Jordán. Mientras, Paciencia triunfa sin oposición permaneciendo impasible ante los ataques de Ira, que, impotente de rabia, finalmente se suicida con su propia lanza. Libertinaje está bastante borracho, llega en un carro y vive sólo para el placer; las virtudes son atraídas por él gracias a las flores que les lanza, pero solo la Templanza mantiene la cabeza fría, esgrime en alto la bandera de la cruz y recuerda a las otras virtudes el milagro del maná en el desierto egipcio, que prefigura la Última Cena, antes de hablar de la lucha de David y Samuel contra los paganos y la penitencia de Jonatán. Bloquea las ruedas del carro con su cruz y Libertinaje cae a tierra. Escapan los pecados veniales Insolencia, Amor carnal, Maquillaje, Belleza, Placer; Discordia ve pisoteada sus joyas por la Templanza antes de que Avaricia tenga tiempo de meterlas en su bolsa, caen también Hambre, Miedo, Calumnia, Palidez, Corrupción, Mentira, Insomnio y sólo la Vergüenza tira de los cadáveres de vicios caídos. Miedo, Pereza, Violencia, Crimen y Fraude son derrotados y Paz pone fin a la lucha. El cielo se abre sobre las ruinas del campo de batalla, revelando a Cristo. Acude Discordia con un pretexto de Herejía diciendo que no hay sino un solo Dios, que el mundo le pertenece a ella y que Belial fue su maestro. Fe entonces le tira su lanza a la lengua y Discordia es despedazada por innumerables manos que dispersan los jirones de su cuerpo a los cuatro vientos. Por último se construye el Templo del Alma, donde Sabiduría se pronunciará sobre las demás virtudes. Concordia sube al púlpito para exhortar a las virtudes de evitar la discordia, preservar la paz y reconocer al lobo con piel de cordero, como Arrio y el obispo Potino. La primera piedra del templo es una piedra semipreciosa que constituye la puerta hueca. El vestíbulo es un solo bloque y los nombres de los doce Apóstoles son los capiteles de las columnas, con la función es proteger el alma del pecado. Doce piedras semipreciosas en el interior dan luz natural a la sombra de hermosos colores. El patio interior del templo se basa en siete pilares de la fe de cristal. Aquí es donde está el trono de Sabiduría, que promulga su ley y dominio sobre el alma. Ella está sosteniendo un cetro de ramas de hoja perenne, prefigurado por la vara de Aarón. Una segunda invocación a Cristo cierra el poema.

## Trascendencia
El influjo de la obra se dejó notar en los poemas alegóricos y en las piezas dramáticas morales de la Edad Media, pero también y sobre todo en los autos sacramentales de Pedro Calderón de la Barca.